# Liste der Naturdenkmale in Oberstadion
| Naturdenkmale | Anzahl |
| ------------- | ------ |
| FND           | 8      |
| END           | 13     |
| Gesamt        | 21     |

Die Liste der Naturdenkmale in Oberstadion nennt die verordneten Naturdenkmale (ND) der im baden-württembergischen Alb-Donau-Kreis liegenden Gemeinde Oberstadion. In Oberstadion gibt es insgesamt 21 als Naturdenkmal geschützte Objekte, davon 8 flächenhafte Naturdenkmale (FND) und 13 Einzelgebilde-Naturdenkmale (END).
Stand: 1. November 2016.

## Flächenhafte Naturdenkmale (FND)
| Name                                    | Bild | Kennung     | Einzelheiten             | Position | Fläche Hektar | Datum         |
| --------------------------------------- | ---- | ----------- | ------------------------ | -------- | ------------- | ------------- |
| Baumbestand im Schloßpark               | BW   | 84250910001 | Oberstadion              | ⊙        | 4,3           | 27. Sep. 1999 |
| Eisweiher mit Gräben                    | BW   | 84250910005 | Oberstadion              | ⊙        | 0,2           | 27. Sep. 1999 |
| Eisweiher                               | BW   | 84250910019 | Oberstadion              | ⊙        | 0,2           | 27. Sep. 1999 |
| Mühlhauser Bach                         | BW   | 84250910022 | Oberstadion, Attenweiler | ⊙        | 0,5           | 27. Sep. 1999 |
| Sandgrube                               | BW   | 84250910009 | Oberstadion              | ⊙        | 0,1           | 27. Sep. 1999 |
| Sandgrube                               | BW   | 84250910012 | Oberstadion              | ⊙        | 0,2           | 27. Sep. 1999 |
| Tümpel im Wald mit Aue und Schilfgürtel | BW   | 84250910018 | Oberstadion              | ⊙        | 0,2           | 27. Sep. 1999 |
| Tümpel mit Quellfassungen               | BW   | 84250910004 | Oberstadion              | ⊙        | 0,2           | 27. Sep. 1999 |
| Legende für Naturdenkmal                |      |             |                          |          |               |               |

## Einzelgebilde (END)
| Name                     | Bild | Kennung     | Einzelheiten | Position | Fläche Hektar | Datum         |
| ------------------------ | ---- | ----------- | ------------ | -------- | ------------- | ------------- |
| 1 Birnbaum               | BW   | 84250910006 | Oberstadion  | ⊙        | 0,0           | 27. Sep. 1999 |
| 1 Birnbaum               | BW   | 84250910007 | Oberstadion  | ⊙        | 0,0           | 27. Sep. 1999 |
| 1 Birnbaum               | BW   | 84250910013 | Oberstadion  | ⊙        | 0,0           | 27. Sep. 1999 |
| 1 Sommerlinde            | BW   | 84250910002 | Oberstadion  | ⊙        | 0,0           | 27. Sep. 1999 |
| 1 Sommerlinde            | BW   | 84250910014 | Oberstadion  | ⊙        | 0,0           | 27. Sep. 1999 |
| 1 Stieleiche             | BW   | 84250910011 | Oberstadion  | ⊙        | 0,0           | 27. Sep. 1999 |
| 1 Stieleiche             | BW   | 84250910016 | Oberstadion  | ⊙        | 0,0           | 27. Sep. 1999 |
| 1 Stieleiche             | BW   | 84250910017 | Oberstadion  | ⊙        | 0,0           | 27. Sep. 1999 |
| 1 Winterlinde            | BW   | 84250910003 | Oberstadion  | ⊙        | 0,0           | 27. Sep. 1999 |
| 2 Sommerlinden           | BW   | 84250910015 | Oberstadion  | ⊙        | 0,0           | 27. Sep. 1999 |
| 2 Stieleichen            | BW   | 84250910010 | Oberstadion  | ⊙        | 0,0           | 27. Sep. 1999 |
| 2 Stieleichen            | BW   | 84250910020 | Oberstadion  | ⊙        | 0,0           | 27. Sep. 1999 |
| 4 Stieleichen            | BW   | 84250910008 | Oberstadion  | ⊙        | 0,0           | 27. Sep. 1999 |
| Legende für Naturdenkmal |      |             |              |          |               |               |